# Alibi (Tormento)
Alibi è un album hip hop del rapper e cantante italiano Tormento, pubblicato dalla Di & Gi e distribuito dalla Sony BMG nel 2007 su CD.
Musicalmente parlando si alterano atmosfere più Soul, in cui l'artista mette in mostra le sue doti di cantante, ad atmosfere più Hardcore, ispirate al Crunk e alla West Coast. I testi parlano di elementi classici per il rapper, principalmente l'amore per i party e le donne.

## Tracce
1. Non ce n'è
2. The Bootyshaker – prod. Fabio "Sir" Merigo
3. A fuoco
4. Ancora
5. Resta qui (feat. Al Castellana)
6. Sei me
7. Bomba
8. Ma dai!
9. Lo fai benissimo
10. Come sei
11. Alibi
12. Karma
13. Dipende da te
14. Così come sono

## Singoli
- Ma dai!
- A fuoco